# 美川町 (石川県)
美川町（みかわまち）は、かつて石川県石川郡に属していた町。手取川河口にあった。2000年国勢調査における金沢市への通勤率は20.8%だった。
2005年2月1日に、野々市町を除く石川郡を構成する町村及び、隣接する松任市と合併し、白山市になった。

## 地理

### 地形
- 海
  - 日本海
- 河川
  - 手取川

### 隣接していた自治体
- 石川県
  - 松任市
  - 能美郡 ： 川北町 - 根上町

## 歴史
室町時代から本吉湊とも呼ばれ三津七湊の1つ。江戸時代、北前船の寄港地として賑わった石川郡本吉町と、能美郡湊村が1869年に合併し、双方の郡名から一字ずつ取り、美川町となった。なお、1871年に美川町（旧・本吉町）と湊村に再び分離した。

### 沿革
- 1872年2月2日 - 金沢県を石川県に名称を変更する。県庁が、約一年にわたって置かれた。（石川県発祥の地）[1]
- 1889年4月1日 - 町村制の施行により、石川郡美川町が発足する。
- 1954年11月1日 - 石川郡美川町、蝶屋村及び能美郡湊村が合併して、改めて石川郡美川町が発足する。
- 2005年1月23日 - 白山市への合併に向け、閉町式が行われた。

## 行政

### 町長
| 歴代美川町長（1889年ー1954年） | 歴代美川町長（1889年ー1954年） | 歴代美川町長（1889年ー1954年） | 歴代美川町長（1889年ー1954年） | 歴代美川町長（1889年ー1954年） | 歴代美川町長（1889年ー1954年） |
| 代                             | 人                             | 氏名                           | 就任                           | 退任                           | 備考                           |
| ------------------------------ | ------------------------------ | ------------------------------ | ------------------------------ | ------------------------------ | ------------------------------ |
| 1                              | 1                              | 邑井喜良久                     | 1889年（明治22年）5月          | 1893年（明治26年）             |                                |
| 2                              | 1                              | 邑井喜良久                     | 1893年（明治26年）             | 1897年（明治30年）9月          |                                |
| 3                              | 2                              | 永井正三郎                     | 1897年（明治30年）9月          | 1898年（明治31年）8月          |                                |
| 4                              | 3                              | 二基需                         | 1898年（明治31年）8月29日      | 1902年（明治35年）             |                                |
| 5                              | 3                              | 二基需                         | 1902年（明治35年）             | 1906年（明治39年）             |                                |
| 6                              | 3                              | 二基需                         | 1906年（明治39年）             | 1910年（明治43年）9月16日      |                                |
| 7                              | 4                              | 田中伊平                       | 1910年（明治43年）9月30日      | 1914年（大正3年）              |                                |
| 8                              | 4                              | 田中伊平                       | 1914年（大正3年）              | 1918年（大正7年）              |                                |
| 9                              | 4                              | 田中伊平                       | 1918年（大正7年）              | 1922年（大正11年）11月7日      |                                |
| 10                             | 5                              | 北川恒                         | 1922年（大正11年）11月28日     | 1926年（大正15年）             |                                |
| 11                             | 5                              | 北川恒                         | 1926年（大正15年）             | 1928年（昭和3年）5月22日       |                                |
| 12                             | 6                              | 永井正三郎                     | 1928年（昭和3年）6月15日       | 1932年（昭和7年）6月14日       | 3代目とは別人                  |
| 13                             | 6                              | 永井正三郎                     | 1932年（昭和7年）6月           | 1932年（昭和7年）8月31日       |                                |
| 14                             | 7                              | 村田市太郎                     | 1932年（昭和7年）10月13日      | 1935年（昭和10年）             |                                |
| 15                             | 7                              | 村田市太郎                     | 1935年（昭和10年）10月         | 1939年（昭和14年）9月5日       |                                |
| 16                             | 8                              | 通善直次郎                     | 1939年（昭和14年）11月21日     | 1943年（昭和18年）11月20日     |                                |
| 17                             | 9                              | 秋山久次                       | 1943年（昭和18年）11月26日     | 1946年（昭和21年）11月11日     |                                |
| 18                             | 10                             | 口田与造                       | 1947年（昭和22年）4月5日       | 1950年（昭和25年）8月21日      | 在職中死去                     |
| 19                             | 11                             | 任田市平                       | 1950年（昭和25年）9月23日      | 1954年（昭和29年）9月17日      |                                |
| 20                             | 11                             | 任田市平                       | 1954年（昭和29年）9月21日      | 1954年（昭和29年）10月31日     |                                |
| 歴代美川町長（1954年ー2005年） |                                |                                |                                |                                |                                |
| 代                             | 人                             | 氏名                           | 就任                           | 退任                           | 備考                           |
|                                | 1                              | 任田市平                       | 1954年（昭和29年）11月1日      | 1954年（昭和29年）12月4日      | 町長職務執行者                 |
| 1                              | 1                              | 任田市平                       | 1954年（昭和29年）12月5日      | 1957年（昭和32年）12月23日     | 任期途中で辞職                 |
| 2                              | 2                              | 長井定吉                       | 1958年（昭和33年）2月2日       | 1959年（昭和34年）6月8日       | 不信任決議が可決され辞職       |
| 3                              | 3                              | 北市屋与八郎                   | 1959年（昭和34年）7月5日       | 1961年（昭和36年）4月6日       | 病気のため辞職                 |
| 4                              | 4                              | 島野繁信                       | 1961年（昭和36年）4月23日      | 1965年（昭和40年）4月22日      |                                |
| 5                              | (1)                            | 任田市平                       | 1965年（昭和40年）4月23日      | 1969年（昭和44年）4月22日      |                                |
| 6                              | (1)                            | 任田市平                       | 1969年（昭和44年）4月23日      | 1972年（昭和47年）6月30日      | 任期途中で辞職                 |
| 7                              | 5                              | 佐々木浩                       | 1972年（昭和47年）8月13日      | 1976年（昭和51年）8月12日      |                                |
| 8                              | 5                              | 佐々木浩                       | 1976年（昭和51年）8月13日      | 1980年（昭和55年）1月10日      | 病気のため辞職                 |
|                                | 6                              | 二木弥                         | 1980年（昭和55年）1月11日      | 1980年（昭和55年）2月9日       | 助役、町長職務代理者           |
| 9                              | 6                              | 二木弥                         | 1980年（昭和55年）2月10日      | 1984年（昭和59年）2月9日       |                                |
| 10                             | 6                              | 二木弥                         | 1984年（昭和59年）2月10日      | 1988年（昭和63年）2月9日       |                                |
| 11                             | 7                              | 新谷邦夫                       | 1988年（昭和63年）2月10日      | 1991年（平成3年）7月31日       | 病気のため辞職                 |
|                                |                                | 安立順治                       | 1991年（平成3年）8月1日        | 1991年（平成3年）8月31日       | 助役、町長職務代理者           |
| 12                             | 8                              | 竹内信孝                       | 1991年（平成3年）9月1日        | 1995年（平成7年）8月31日       |                                |
| 13                             | 8                              | 竹内信孝                       | 1995年（平成7年）9月1日        | 1999年（平成11年）8月31日      |                                |
| 14                             | 8                              | 竹内信孝                       | 1999年（平成11年）9月1日       | 2003年（平成15年）8月31日      |                                |
| 15                             | 8                              | 竹内信孝                       | 2003年（平成15年）9月1日       | 2005年（平成17年）1月31日      |                                |

- 町長 - 竹内 信孝（たけうち・のぶたか）

## 経済

### 産業
伝統工芸として美川仏壇がある。手取川の豊富な伏流水を利用する化学・電子部品関連の企業が立地している。

#### 主な事業所
- 旧大日本インキ化学工業美川工場

## 姉妹都市・提携都市

### 日本国外
- ボストン町 （イギリス リンカーンシャー州）
  - 2002年5月24日姉妹都市提携

## 施設
察
石川県警察松任警察署が管轄する。
- 美川交番

防
松任石川広域事務組合消防本部が管轄する
- 美川消防署

水道
全域を美川町が供給する。水源は手取川の伏流水。
- 美川町上水道
  - 上水道管理棟
  - アクアタワー

水道
手取川右岸は美川町単独の公共下水道、左岸は石川県下水道公社の加賀沿岸流域下水道に接続されている。
- 美川町公共下水道
  - 美川下水処理場 （かつて北陸自動車道から見える「美川 県一の町」と書かれた水槽塔があったが、2010年に撤去された。なお、この塔については美川憲一本人から許可をもらったとの事）
- 加賀沿岸流域下水道 （根上町の翠ヶ丘浄化センターで処理）
  - 美川中継ポンプ場

ゴミ処理
松任石川広域事務組合が、松任市の松任石川環境クリーンセンターで処理する。
電話
金沢市のNTT西日本金沢支店が管轄する。
市外局番は町内全域が076である。
郵便
町内の集配は以下の局が行う。
- 美川郵便局 - 〒929-02

これ以外に1局の郵便局がある。
税務
松任市の金沢国税局松任税務署が管轄する。
その他
- 国土交通省手取川出張所
- 石川県水産総合センター美川事業所

## 教育

### 中学校
- 美川町立美川中学校

### 小学校
- 美川町立蝶屋小学校
- 美川町立美川小学校
- 美川町立湊小学校

### 社会教育
- 美川町中央図書館
- 石川ルーツ交流館
- 美川町文化会館
- コミュニティプラザふれ愛 （JR美川駅に併設）

### 体育施設
- 美川総合スポーツセンター
- 美川町民体育館

## 交通

### 鉄道
- 西日本旅客鉄道 （JR西日本）
  - IRいしかわ鉄道 ： 小舞子駅 - 美川駅

### 道路
- 高速道路
  - 高速自動車国道
    - 北陸自動車道 ： 美川IC
- 一般国道
  - 国道8号金沢西バイパス
- 県道
  - 主要地方道
    - 石川県道25号金沢美川小松線
    - 石川県道58号鶴来美川インター線

  - 一般県道
    - 石川県道103号鶴来水島美川線
    - 石川県道104号松任美川線
    - 石川県道176号草深木呂場美川線
    - 石川県道183号中町美川停車場線
    - 石川県道294号金沢小松自転車道線 （加賀海浜自転車道）

### 港湾
- 美川漁港（第1種）

## 娯楽
- 美川都劇場 - 映画館

## 名所・旧跡・観光スポット

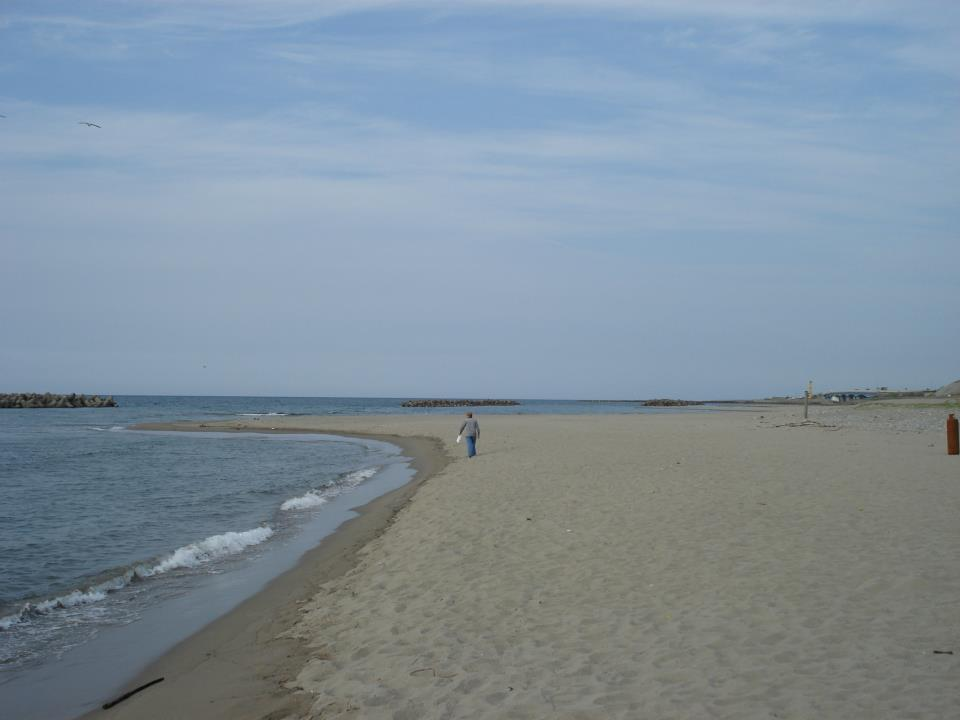
小舞子海水浴場

- おかえり祭り（5月第三土曜・日曜）
- 手取公園
- 小舞子海水浴場
- アプリコットパーク
- 美川温泉

## 出身有名人
- 島田清次郎（作家）
- 浅川マキ（歌手）
- 中田大輔（トランポリン選手）
- 奥田敬和（衆議院議員）